# Піхотний провулок (Київ)
Піхо́тний прову́лок — провулок у Подільському районі міста Києва, місцевість Біличе поле. Пролягає від Білицької вулиці до Полкової вулиця.
Прилучається Паркова вулиця.

## Історія
Провулок виник у середині XX століття під назвою 328-ма Нова вулиця. Сучасна назва — з 1955 року.